# Limnephilus aistleitneri
Limnephilus aistleitneri là một loài Trichoptera trong họ Limnephilidae. Chúng phân bố ở miền Cổ bắc.